# Giuse Vũ Công Viện
Giuse Vũ Công Viện (sinh năm 1973) là giám mục của Giáo hội Công giáo Rôma tại Việt Nam. Ông hiện là giám mục phụ tá của Tổng giáo phận Hà Nội, giám mục Hiệu toà Zama Cả (Zama Major). Khẩu hiệu Giám mục của ông là "Hiền lành và Khiêm nhường trong lòng". 
Năm 1990, cậu bé Vũ Công Viện trở thành ứng sinh linh mục Tổng giáo phận Hà Nội. Sau 10 năm, cậu được nhập học Đại chủng viện Thánh Giuse Hà Nội vào năm 2000, và được thụ phong phó tế và linh mục lần lượt vào tháng 5 và tháng 12 năm 2007.
Thời kỳ linh mục, linh mục Viện đảm nhận các vai trò phó xứ An Lộc, thường trực Bình Cách trước khi du học Philippines và Canada, tốt nghiệp văn bằng Thạc sĩ Giáo luật. Trở về Việt Nam, ông giữ chức Đại diện Tư pháp từ năm 2014 (cho đến khi được chọn là giám mục), trong khi kiêm nhiều chức vụ khác trong thời gian ngắn như Phó Văn phòng Toà Tổng giám mục Hà Nội, chính xứ Nam Dư và xứ Kẻ Sét, Phó Tổng thư ký Ban Soạn thảo Công nghị Tổng giáo phận Hà Nội. Ông cũng hiện là Giám học Đại chủng viện Thánh Giuse Hà Nội (từ năm 2022) kiêm chức Phó Chánh Văn phòng tiếp nhận trình báo lạm dụng tình dục trẻ vị thành niên và những người dễ bị tổn thương của Tổng giáo phận Hà Nội từ tháng 1 năm 2024.
Ngày 26 tháng 10 năm 2024, Giáo hoàng Phanxicô bổ nhiệm linh mục Vũ Công Viện làm Giám mục phụ tá Tổng giáo phận Hà Nội, là giám mục phụ tá thứ tư trong suốt lịch sử Tổng giáo phận Hà Nội, kể từ thời thiết lập địa phận vào năm 1659 cũng như từ khi Hà Nội là Tổng giáo phận trong hệ thống tổ chức của Giáo hội Công giáo tại Việt Nam. Lễ tấn phong cho tân giám mục đã được cử hành vào ngày 28 tháng 11 năm 2024 tại Nhà thờ Lớn Hà Nội, với nghi thức Tuyên xưng Đức Tin cử hành trước đó vào tối ngày 27 tháng 11. 

## Thân thế và tu học
Giám mục tân cử Vũ Công Viện sinh ngày 23 tháng 2 năm 1973, quê quán tại thôn Tân Độ, xã Hồng Minh, huyện Phú Xuyên, thành phố Hà Nội. Về địa bàn Công giáo thuộc giáo xứ Tân Độ, tổng giáo phận Hà Nội. Ông là con thứ năm trong số sáu người con của ông bà song thân. Sau khi hoàn thành chương trình trung học phổ thông tại trường Phú Xuyên III, cậu Viện đến gặp Đức ông Giuse Đích Nguyễn Ngọc Oánh để bày tỏ mong muốn tu trì. Cậu sau đó được Đức ông Oánh cho theo học Đại học Ngoại Ngữ, chuyên ngành Anh ngữ.(30:28)(30:56) Kể từ năm 1990, cậu bé Viện đã trở thành ứng sinh [linh mục] của Tổng giáo phận Hà Nội. Đức ông Oánh chính là nghĩa phụ của chủng sinh Viện.
Từ năm 2000, cậu Viện đã tu học tại Đại chủng viện thánh Giuse Hà Nội. Năm 2007, chủng sinh Giuse Vũ Công Viện lần lượt được truyền chức phó tế (ngày 31 tháng 5) và linh mục (ngày 20 tháng 12). Tổng giám mục Hà Nội Giuse Ngô Quang Kiệt đã cử hành nghi thức truyền chức linh mục cho ông tại nhà thờ chính tòa Hà Nội. Tân linh mục Giuse Vũ Công Viện thuộc linh mục đoàn của Tổng giáo phận Hà Nội.

## Thời kỳ linh mục
Sau khi được truyền chức linh mục, tân linh mục Giuse Viện được bổ nhiệm giữ chức linh mục Phó xứ An Lộc, thường trực tại Bình Cách và đã giữ các chức vụ này từ năm 2008 đến năm 2010. Trong giai đoạn từ năm 2010 đến năm 2014, linh mục Viện du học lần lượt tại Philippine và Canada, tốt nghiệp văn bằng Thạc sĩ Giáo luật tại Saint Paul University, Ottawa, Canada vào năm 2014.
Linh mục Giuse Vũ Công Viện, từ năm 2014 (cho đến khi được bổ nhiệm chức giám mục), giữ chức Đại diện Tư pháp của Tổng giáo phận Hà Nội. Riêng trong giai đoạn từ 2014 đến 2018, ông kiêm chức Phó văn phòng Tòa Tổng Giám mục Hà Nội; từ năm 2015 đến 2021, kiêm chức linh mục chính xứ Nam Dư.. Với tư cách linh mục xứ Nam Dư, linh mục Viện đã hỗ trợ xây dựng nhà thờ giáo họ Yên Duyên thuộc giáo xứ Nam Dư. Trong hai năm 2021 và 2022, kiêm thêm các chức linh mục chính xứ Kẻ Sét (Thịnh Liệt) và thành viên cũng như Phó Tổng Thư ký Ban Soạn thảo Công nghị tổng giáo phận Hà Nội. Giai đoạn từ năm 2022 đến khi được bổ nhiệm chức giám mục, ngoài chức Đại diện Tư pháp, ông còn là Giám học phụ trách phân khoa thần học tại Đại Chủng viện thánh Giuse Hà Nội. Thông tin từ Văn phòng Báo chí Tòa Thánh cho biết ông là linh mục chính xứ Nam Dư từ năm 2015 đến năm 2020, trong khi đảm nhiệm vai trò tại Kẻ Sét trong hai năm 2020 và 2021. Trang trang tin Tổng giáo phận Hà Nội, nghi thức nhậm xứ Kẻ Sét (Thịnh Liệt) được cử hành vào ngày 15 tháng 12 năm 2020.
Ngày 16 tháng 1 năm 2014, linh mục Giuse Vũ Công Viện được bổ nhiệm giữ chức Phó Chánh Văn phòng tiếp nhận trình báo lạm dụng tình dục trẻ vị thành niên và những người dễ bị tổn thương của tổng giáo phận Hà Nội. Ông cũng được tái bổ nhiệm chức Đại diên Tư pháp vào tháng 6 năm 2024.

## Thời kỳ giám mục

### Bổ nhiệm và chúc mừng
Ngày 26 tháng 10 năm 2024, giáo hoàng Phanxicô bổ nhiệm linh mục Giuse Vũ Công Viện, Đại diện Tư pháp Tổng giáo phận Hà Nội và Giám học Đại chủng viện Thánh Giuse Hà Nội giữ chức giám mục phụ tá tổng giáo phận Hà Nội, hiệu tòa Zama Cả - Zama maggiore (Zama Maior/Zama Major). Với việc bổ nhiệm này, ông trở thành giám mục phụ tá thứ tư của Tổng giáo phận Hà Nội kể từ khi thiết lập Tổng giáo phận vào năm 1960, cũng như là giám mục phụ tá thứ tư của địa phận này từ năm 1659. Về giáo phận Hiệu tòa, ông là Giám mục Hiệu tòa thứ 11 của Giáo phận Hiệu tòa Zama Maior, kể từ thời giám mục Tommaso Giosafat Molina vào năm 1729. Giám mục tân cử cũng trở thành giám mục trẻ tuổi nhất của hàng giám mục Công giáo tại Việt Nam, thay thế tân giám mục Đa Minh Nguyễn Tuấn Anh, Giáo phận Xuân Lộc, người được tấn phong chưa đầy một tháng trước đó. Ông cũng là giám mục có thâm niên linh mục ít nhất trong hàng ngũ giám mục Việt Nam hiện tại.
Tổng giám mục Đại diện Tòa Thánh thường trú tại Việt Nam Marek Zalewski cũng công bố thông tin này. Trong cùng ngày bổ nhiệm, một văn bản thông báo và tiểu sử của giám mục tân cử đã được công bố trên trang web của Tổng giáo phận Hà Nội, do linh mục Chánh văn phòng Giuse Vũ Quang Học xác nhận. Cùng với việc bổ nhiệm được công bố, tại Nhà nguyện Fatima, Tổng giám mục Hà Nội Giuse Vũ Văn Thiên cùng Tổng giám mục Zalewski, Giám mục Tân cử Vũ Công Viện và các linh mục đã cử hành giờ chầu Thánh Thể để cầu nguyện cho tân giám mục. Trước buổi chầu này, thông tin bổ nhiệm được Tổng giám mục Thiên thông tin cho những người tham dự. Ngày diễn ra lễ tấn phong cho tân giám mục dự định sẽ được công bố sau. Nhận xét về tiến trình bổ nhiệm và cả việc tấn phong vào ngày 25 tháng 11, Giám mục Tân cử cho biết tiến trình diễn ra nhanh chóng sau thỉnh cầu của Tổng giám mục Vũ Văn Thiên. Cách riêng, ông cho rằng đó là nhờ sự trợ giúp của các thánh tử đạo Việt Nam, sau khi trung tâm hành hương kính các thánh tử đạo Sở Kiện được nâng thành cấp quốc gia.
Giám mục Tân cử đã đồng tế lễ giỗ lần thứ 340 của Giám mục Francois Pallu vào ngày 29 tháng 10; trong khi một lần nữa được Tổng giám mục Vũ Văn Thiện giới thiệu với Hội đồng Linh mục Tổng giáo phận Hà Nội trong kỳ họp thường niên lần thứ II của hội đồng trong năm 2024, vào ngày 30 tháng 10 cùng năm. Tân giám mục sau đó không tham dự kỳ tĩnh tâm chung với linh mục đoàn Tổng giáo phận Hà Nội, nhưng tĩnh tâm riêng biệt trước lễ tấn phong. Ông cũng đã chủ sự lễ kính Chúa Kitô Vua và kính các thánh tử đạo Việt Nam vào ngày 24 tháng 11 năm 2024 tại Trung tâm Hành hương Sở Kiện.
Ngày 27 tháng 11, Phó Ban Dân vận Trung ương Đỗ Văn Phới đã dẫn đầu đoàn cán bộ Vụ Tôn giáo, Ban Dân vận Trung ương và Ban Dân vận Thành ủy Hà Nội đến thăm và chúc mừng Giám mục Tân cử Vũ Công Viện.

### Khẩu hiệu và huy hiệu
Tổng giáo phận công bố hình ảnh huy hiệu và khẩu hiệu của tân giám mục trên trang web của giáo phận. Giám mục Tân cử chọn cho mình khẩu hiệu Hiền lành và khiêm nhường trong lòng (Mitis et humilis corde) từ Kinh thánh Mátthêu chương 11 câu 29: "Anh em hãy mang lấy ách của tôi và hãy học với tôi vì tôi có lòng hiền hậu và khiêm nhường. Tâm hồn anh em sẽ được nghỉ ngơi bồi dưỡng." Hiền lành và khiêm nhường là phương cách tân giám mục muốn thực hiện trong cuộc đời giám mục của mình. Hình ảnh huy hiệu gồm một số biểu tượng: con chiên (chiên hiến tế là hình ảnh đại diện cho Đức Kitô), ngôi sao (biểu trưng của bà Maria, bổn mạng giáo xứ nhà của tân giám mục và vị bảo trợ cho con đường tru trì của ông) và hoa huệ (đại diện cho ông Giuse, thánh bổn mạng của tân giám mục cũng như của Tổng giáo phận Hà Nội).

### Nghi thức Tuyên xưng Đức Tin, Lễ tấn phong và tạ ơn
Theo thông cáo ngày 1 tháng 11 năm 2024 của Chánh văn phòng Tòa giám mục Hà Nội, linh mục Giuse Vũ Quang Học, nghi thức tuyên xưng Đức Tin của giám mục Tân cử Vũ Công Viện sẽ được cử hành vào tối ngày 27 tháng 11 cùng năm tại Nguyện đường Trung tâm Mục vụ Tổng giáo phận Hà Nội. Lễ tấn phong sẽ được cử hành vào sáng ngày hôm sau, 28 tháng 11 năm 2024 tại Nhà thờ chính tòa Hà Nội (Nhà thờ Lớn). Thông báo cũng xác định Tổng giám mục Giuse Vũ Văn Thiên sẽ là chủ phong trong nghi thức tấn phong, và lễ tấn phong sẽ được truyền hình trực tiếp trên các trang YouTube và Facebook [của giáo phận].
Nghi thức Tuyên xưng Đức Tin trong giờ kinh chiều được cử hành vào chiều ngày 27 tháng 11 năm 2024 tại Nhà nguyện Tòa Tổng giám mục Hà Nội. Chủ sự buổi nghi thức là Tổng giám mục Giuse Đặng Đức Ngân, Tổng giám mục phó Tổng giáo phận Huế. Tham dự còn có hồng y Phêrô Nguyễn Văn Nhơn, các tổng giám mục Marek Zalewski và Giuse Vũ Văn Thiên cùng các giám mục khác trong Hội đồng Giám mục Việt Nam. Các chủng sinh, linh mục, tu sĩ, giáo dân và các thân nhân của tân giám mục cũng tham dự buổi nghi thức này. Bản tin về nghi thức tuyên xưng một lần nữa xác nhận Tổng giám mục Vũ Văn Thiên sẽ là Chủ phong trong nghi thức truyền chức giám mục cho giám mục tân cử diễn ra vào sáng ngày hôm sau, 28 tháng 11.
Lễ tấn phong được cử hành vào sáng ngày 28 tháng 11 năm 2024 tại Nhà thờ Lớn Hà Nội. Chủ phong trong nghi thức là Tổng giám mục Vũ Văn Thiên, hai giám mục phụ phong gồm Đa Minh Hoàng Minh Tiến, giám mục giáo phận Hưng Hóa và Gioan Baotixita Nguyễn Huy Bắc, giám mục giáo phận Ban Mê Thuột. Đồng tế có Tổng giám mục Marek Zalewski, Hồng y Phêrô Nguyễn Văn Nhơn, và khoảng 18 giám mục khác. Tổng giám mục Chủ tịch Hội đồng Giám mục Việt Nam Giuse Nguyễn Năng không thể tham dự do trùng lịch tĩnh tâm linh mục đoàn Tổng giáo phận Thành phố Hồ Chí Minh. Giám mục giáo phận Mỹ Tho Phêrô Nguyễn Văn Khảm phụ trách phần giảng lễ. Việc tấn phong giám mục của Giám mục Vũ Công Viện đánh dấu lần đầu tiên sau 43 năm, kể từ khi tấn phong giám mục Phanxicô Xaviê Nguyễn Văn Sang vào tháng 4 năm 1981.
Nguồn tin từ trang tin Hội đồng Giám mục Việt Nam đưa tin rằng ngoài các giám mục chủ phong và phụ phong, Hồng y Nguyễn Văn Nhơn và Tổng giám mục Zalewski, cùng đồng tế lễ tấn phong còn có 25 giám mục và khoảng 250 linh mục. Lễ tấn phong cho tân giám mục đưa tổng số giám mục [thuộc về] Tổng giáo phận Hà Nội lên con số năm. Tân giám mục đã cử hành lễ tạ ơn tại giáo xứ nhà Tân Độ vào ngày 30 tháng 11. Cùng đồng tế còn có Hồng y Nhơn và Giám mục Chu Văn Minh.

### Các sinh hoạt tôn giáo
Ngày 25 tháng 1 năm 2015, Giám mục Vũ Công Viện chính thức đảm nhận vai trò Tổng Đại diện của Tổng giáo phận Hà Nội.

## Tông truyền
Giám mục Giuse Vũ Công Viện được tấn phong Giám mục vào năm 2024, dưới thời Giáo hoàng Phanxicô, bởi:
- Chủ phong: Tổng giám mục Giuse Vũ Văn Thiên, Tổng giám mục đô thành Tổng giáo phận Hà Nội.[28]
- Phụ phong: Giám mục Đa Minh Hoàng Minh Tiến, giám mục chính tòa Giáo phận Hưng Hóa và giám mục Gioan Baotixita Nguyễn Huy Bắc, giám mục chính tòa Giáo phận Ban Mê Thuột.

Dưới đây là sơ đồ tính Tông truyền từ giám mục Việt Nam đầu tiên được giám mục ngoại quốc chủ phong cho đến đời Giám mục Giuse Vũ Công Viện.